# Amazonaspark von Guayana
Der Amazonaspark von Guayana (französisch Parc amazonien de Guyane) ist einer der elf Nationalparks von Frankreich und liegt in dessen Übersee-Département Französisch-Guayana im Norden Südamerikas.
Der Nationalpark besteht zum größten Teil aus tropischem Regenwald. An der Grenze zu Brasilien und zu einem sehr geringen Teil auch Surinams gelegen, ist er schwer zugänglich und wenig erschlossen. Gleichzeitig bildet er eines der größten Waldgebiete der Europäischen Union. Auf der brasilianischen Seite der Staatsgrenze liegt das weltgrößte Tropenwaldschutzgebiet, der Nationalpark Tumucumaque.